# Седлиська (гміна Кошице)
Седлиська (пол. Siedliska) — село в Польщі, у гміні Кошиці Прошовицького повіту Малопольського воєводства.
Населення — 201 особа (2011).
У 1975-1998 роках село належало до Келецького воєводства.

## Демографія
Демографічна структура станом на 31 березня 2011 року:
|          | Загалом | Допрацездатний вік | Працездатний вік | Постпрацездатний вік |
| -------- | ------- | ------------------ | ---------------- | -------------------- |
| Чоловіки | 94      | 25                 | 55               | 14                   |
| Жінки    | 107     | 20                 | 62               | 25                   |
| Разом    | 201     | 45                 | 117              | 39                   |